# The Mark of Cain
The Mark of Cain er en amerikansk stumfilm fra 1916 af Joe De Grasse.

## Medvirkende
- Lon Chaney som Dick Temple.
- Dorothy Phillips som Doris.
- Frank Whitson som John Graham.
- Gilmore Hammond som Jake.
- T.D. Crittenden som Mr. Wilson.